# Сеньга
Сеньга́ (рос. Сеньга) — село у складі Грязовецького району Вологодської області, Росія. Входить до складу Сидоровського сільського поселення.

## Населення
Населення — 70 осіб (2010; 74 у 2002).
Національний склад (станом на 2002 рік):
- росіяни — 97 %